# Karl Urban (pilóta)
Karl Urban (Graz, 1894. december 29. – Bécs, 1918. július 12.) tiszthelyettes, 5 légi győzelmet elérő osztrák ászpilóta volt az első világháborúban.

## Élete
Karl Urban 1894. december 29-én született Grazban. Az első világháború kitörésekor behívták és alapkiképzését követően önként jelentkezett a Léghajós részleghez. Beosztották a fischamendi 6. repülőpótszázadhoz, ahol elvégezte a pilótatanfolyamot. 1915 júliusában átvezényelték az orosz fronton harcoló 10. repülőszázadhoz, melynek Erich Kahlen százados volt a parancsnoka. Szeptember 1-én megkapta tábori pilótai minősítését, december 29-én pedig az osztrák pilótaigazolványát. A repülőszázad Hansa-Brandenburg C.I és Knoller-Albatros B.I gépekkel volt felszerelve, elsődleges feladata a felderítés, légi fényképezés és a tüzérségi tűz irányítása volt.
1915. szeptember 28-án Urban a Gorochow–Rowno–Kolki útvonalon hajtott végre felderítő repülést, amikor meghibásodott a motorja. Sikerült visszanavigálnia a gépét a saját vonalai mögé és Torczyn mellett kényszerleszállást hajtott végre. December 22-én ellenséges terület fölött újabb motorhibával szembesült. Urban repülés közben előremászott a motorblokkhoz, elhárította a problémát, majd visszakúszva a helyére újraindította a motort. 1916. március 26-án bombatámadást hajtott végre a klewańi vasútállomás ellen, majd a hazaúton felfedezett egy addig ismeretlen orosz repülőteret.
1916. május 5-én Urban és megfigyelője, Otto Jäger főhadnagy Korytno mellett 25 perces harcot vívott egy hatalmas orosz Szikorszkij Ilja Muromec nehézbombázóval. Mintegy 300 töltény kilövése után géppuskája beragadt. Urban karabélyával lövöldözött, míg társa megjavította a géppuskát és végül földre kényszerítették az ellenséges gépet. Június 7-én Urban és Jäger egy újabb bevetésen Chorłupy mellett két orosz Farman típusú gépet kényszerített a földre. Negyedik közös győzelmüket augusztus 2-án aratták, amikor szintén egy Farmant lőttek le, amely az osztrák vonalak mögé zuhant. 
Augusztus 28-án Urban Stefan Bastyr hadnagyot vitte felderítő repülésre, amikor Luck közelében három Farman és egy Nieuport támadt rájuk. A légiharc közben az osztrák gép bekerült a légelhárító ütegek hatósugarába és egy gránát repesze eltalálta Urbant, aki elvesztette az eszméletét. Basryrnek sikerült újraindítania a motort és valahogyan magához téríteni Urbant, aki kiemelte a gépet a zuhanásból és hazavitte a repülőgépet. Ezután 1916 decemberéig kórházban volt, utána pedig a szintén az orosz fronton harcoló 27. repülőszázadhoz irányították. 1917 októberében átkerült a dél-tiroli bázisú 66D századhoz, 1918 tavaszán pedig a 14. vadászrepülő-századhoz, Feltrébe. Itt egy Phönix D.I gépen repült, amelyet vörös alapon fehér U betűvel (neve kezdőbetűje) jelölt meg. Ezzel érte el ötödik légi győzelmét május 19-én, amikor lelőtt egy olasz Hanriot HD.1-et. Az összecsapásban százada további három olasz repülőt lőtt le, míg kettőt vesztettek (egyikük a századparancsnok volt).
1918 júliusában Bécsbe küldték, hogy az asperni repülőtéren tesztelje a Phönix gyár kísérleti modelljeit. Július 12-én egy hurok leírása közben a repülőgép szárnya összetört, a földre zuhant, a 23 éves Karl Urban pedig halálát lelte.

## Kitüntetései
- Arany Vitézségi Érem
- Ezüst Vitézségi érem I. osztály (háromszor)

## Légi győzelmei
| Sorszám | Dátum              | Egység           | Urban repülője | Ellenfél     |
| ------- | ------------------ | ---------------- | -------------- | ------------ |
| 1       | 1916. május 5.     | 10. repülőszázad | Albatros B.I   | Sikorsky?    |
| 2       | 1916. június 7.    | 10. repülőszázad | Albatros B.I   | Farman       |
| 3       | 1916. június 7.    | 10. repülőszázad | Albatros B.I   | Farman       |
| 4       | 1916. augusztus 2. | 10. repülőszázad | Albatros B.I   | Farman       |
| 5       | 1918. május 19.    | 10. repülőszázad | Phönix D.I     | Hanriot HD.1 |